# Euaugaptilus hecticus
Euaugaptilus hecticus is een eenoogkreeftjessoort uit de familie van de Augaptilidae. De beschrijving van de soort werd in 1892 gepubliceerd door Wilhelm Giesbrecht. Eerder, in 1889, had Giesbrecht al de naam en een korte diagnose gepubliceerd.